# Club Social y Deportivo Juventus
El Club Social y Deportivo Juventus, antes llamado Club Atlético Juventus, es un equipo de fútbol profesional de Esmeraldas, Provincia de Esmeraldas, Ecuador. Fue fundado el 21 de enero de 1979. Actualmente juega en la Segunda Categoría de Ecuador, aunque en la actualidad debido a problemas institucionales no ha participado desde el año 2024 en este campeonato.
Está afiliado a la Asociación de Fútbol No Amateur de Esmeraldas.

## Uniforme
- Uniforme titular: Camiseta blanca y negra a rayas verticales, pantalón blanco y medias negras.
- Uniforme Alternativo: Camiseta negra, pantalón negro, medias negras.

El diseño del uniforme es similar al de Juventus (Italia).

## Datos del club
- Puesto histórico: 41.° (42.° según la RSSSF)[2]
- Temporadas en Serie A: 2 (1988, 1990-I).[3]
- Temporadas en Serie B: 2 (1989, 1990-II).[3]
- Temporadas en Segunda Categoría: 37 (1982-1987, 1991-2019, 2022-2023).
- Mejor puesto en la liga: 15.° (1988).[4]
- Peor puesto en la liga: 12.° (1990-I).
- Mayor goleada a favor en torneos nacionales:
  - 3 - 1 contra América de Quito (18 de junio de 1988).[5]
- Mayor goleada en contra en torneos nacionales:
  - 9 - 0 contra El Nacional (14 de julio de 1990).[6]
- Máximo goleador histórico:
- Máximo goleador en torneos nacionales:
- Primer partido en torneos nacionales:
  - América 1 - 0 Juventus (6 de marzo de 1988 en el Estadio Olímpico Atahualpa).[5]

## Palmarés

### Torneos nacionales
| Competición                        | Títulos  | Subcampeonatos |
| ---------------------------------- | -------- | -------------- |
| Serie B de Ecuador (1)             | 1989-II. |                |
| Segunda Categoría de Ecuador (1/1) | 1987.    | 1985.          |

### Torneos provinciales
| Competición                           | Títulos                             | Subcampeonatos |
| ------------------------------------- | ----------------------------------- | -------------- |
| Segunda Categoría de Esmeraldas (6/2) | 1985, 1986, 1987, 1999, 2001, 2017. | 1992, 2009.    |